# Sorico
Sorico é uma comuna italiana da região da Lombardia, província de Como, com cerca de 1.204 habitantes. Estende-se por uma área de 23 km², tendo uma densidade populacional de 52 hab/km². Faz fronteira com Dubino (SO), Gera Lario, Montemezzo, Novate Mezzola (SO), Samolaco (SO), Verceia (SO).

## Demografia
| Variação demográfica do município entre 1861 e 2011                               |
|                                                                                   |
| Fonte: Istituto Nazionale di Statistica (ISTAT) - Elaboração gráfica da Wikipedia |